# Mychajliwka (Tscherkassy)
Mychajliwka (ukrainisch Михайлівка; russisch Михайловка Michailowka) ist ein Dorf im Südosten der ukrainischen Oblast Tscherkassy mit etwa 2000 Einwohnern.

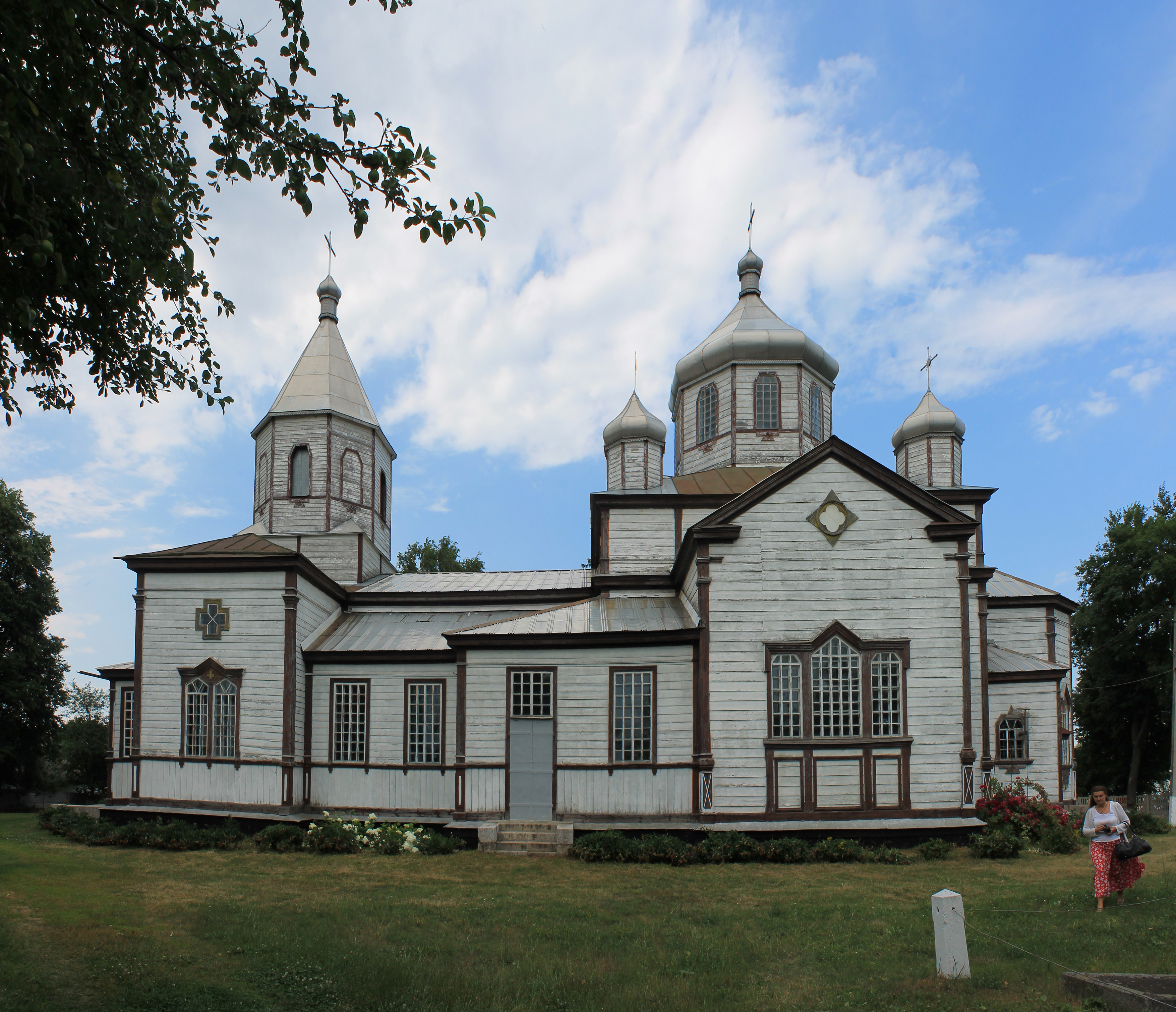
Kirche im Ort

Das Dorf wurde im 18. Jahrhundert gegründet und liegt am Fluss Prossjanka (Просянка) sowie der ukrainischen Nationalstraße N 01, 36 Kilometer südlich der Rajons- und Oblasthauptstadt Tscherkassy, die ehemalige Rajonshauptstadt Kamjanka befindet sich 9 Kilometer südlich des Ortes. Bis 1915 trug der Ort den Namen Prussy (Пруси).

## Verwaltungsgliederung
Am 20. September 2017 wurde das Dorf zum Zentrum der neugegründeten Landgemeinde Mychajliwka (Михайлівська сільська громада/Mychajliwska silska hromada). Zu dieser zählten auch die Dörfer Pljakiwka, Rebedajliwka und Rewiwka sowie die Ansiedlung Lissowe, bis dahin bildete es zusammen mit der Ansiedlung Lissowe die gleichnamige Landratsgemeinde Mychajliwka (Михайлівська сільська рада/Mychajliwska silska rada) im Norden des Rajons Kamjanka.
Am 12. Juni 2020 kam noch weitere 6 in der untenstehenden Tabelle aufgelistetene Dörfer sowie die 2 Ansiedlungen Hrekowe und Sokyrne zum Gemeindegebiet.
Am 17. Juli 2020 kam es im Zuge einer großen Rajonsreform zum Anschluss des Rajonsgebietes an den Rajon Tscherkassy.
Folgende Orte sind neben dem Hauptort Mychajliwka Teil der Gemeinde:
| Name                     | Name         | Name                        |
| ukrainisch transkribiert | ukrainisch   | russisch                    |
| ------------------------ | ------------ | --------------------------- |
| Fljarkiwka               | Флярківка    | Флярковка (Fljarkowka)      |
| Jarowe                   | Ярове        | Яровое (Jarowoje)           |
| Hrekowe                  | Грекове      | Греково (Grekowo)           |
| Kulykiwka                | Куликівка    | Куликовка (Kulikowka)       |
| Lissowe                  | Лісове       | Лесовое (Lessowoje)         |
| Lubenzi                  | Лубенці      | Лубенцы (Lubenzy)           |
| Pljakiwka                | Пляківка     | Пляковка (Pljakowka)        |
| Rajhorod                 | Райгород     | Райгород (Raigorod)         |
| Rebedajliwka             | Ребедайлівка | Ребедайловка (Rebedailowka) |
| Rewiwka                  | Ревівка      | Ревовка (Rewowka)           |
| Schabotyn                | Жаботин      | Жаботин (Schabotin)         |
| Sokyrne                  | Сокирне      | Сокирное (Sokirnoje)        |